# Ford Madox Ford
Ford Madox Ford (Merton, 17. prosinca 1873. – Deauville, 26. lipnja 1939.), engleski književnik 
Pravo ime - Ford Hermann Hueffer
Osnivač je časopisa "English Review" i "Transatlantic Review", oko kojih su se okupljali D.H. Lawrence, H. James, E. Pound, James Joyce. Proizašao je iz kruga prerafaelita i brzo prihvatio moderna strujanja. Djelovao je kao pjesnik, kritičar i esejist, a najznačajniji je kao romanopisac. U romanima iznosi raspad starih vrednota i nastanak novog poretka poslije Prvog svjetskog rata. Stil mu se odlikuje odmjerenošću i ironijom. Neke romane ("Nasljednici", "Romansa") pisao je zajedno s J. Conradom.
Djela:
- "Peta kraljica",
- "Polumjesec",
- "Nema više parada",
- "Dobar vojnik".